# Nuno Júdice
Nuno Júdice (portuguès: Nuno Manuel Gonçalves Júdice Glória)  (Mexilhoeira Grande, 29 d'abril de 1949 - Lisboa, 17 de març de 2024) va ser un poeta, assagista i novel·lista portuguès.

## Biografia
Es llicencià en filologia romànica per la Universitat de Lisboa, i es doctorà el 1989 per la Universitat Nova de Lisboa amb una tesi sobre literatura medieval. Va ser professor associat d'aquesta última, i va publicar antologies (Poesia futurista portuguesa, 1993), edicions crítiques d'autors com ara Guerra Junqueiro i Antero de Quental, entre d'altres, estudis sobre teoria de la literatura i de divulgació de la literatura portuguesa, i va col·laborar assíduament en premsa.
El 1996 dirigí la revistà literària Tabacaria, editada per la Casa Fernando Pessoa, i posteriorment la revista Colóquio-Letras de la Fundació Calouste Gulbenkian. El 1994 organitzà la Setmana Europea de la Poesia amb motiu de la capitalitat europea de la cultura de Lisboa. El 1997 va ser nomenat assessor cultural de l'ambaixada portuguesa i director de l'Institut Camões de París. Va traduïr al portuguès autors com ara Pierre Corneille, Molière, William Shakespeare i Emily Dickinson, i ha estat traduït al seu torn a un bon nombre de llengües, entre elles l'anglès, el francès, l'espanyol i l'italià.

## Obra publicada
Poesia
- A Noção de Poema, 1972
- O Pavão Sonoro, 1972
- Crítica Doméstica dos Paralelepípedos, 1973
- As Inumeráveis Águas, 1974
- O Mecanismo Romântico da Fragmentação, 1975
- Nos Braços da Exígua Luz, 1976
- O Corte na Ênfase, 1978
- O Voo de Igitur num Copo de Dados, 1981
- A Partilha Dos Mitos, 1982
- Lira de Líquen, 1985
- A Condescendência do Ser, 1988
- Enumeração de Sombras, 1988
- As Regras da Perspectiva, 1990
- Um Canto na Espessura da pila do Tempo, 1992
- Meditação sobre Ruínas, 1995
- O Movimento do Mundo, 1996
- A Fonte da Vida, 1997
- Raptos, 1998
- Teoria Geral do Sentimento, 1999
- Pedro lembrando Inês, 2002
- Cartografia de Emoções, 2002
- O Estado dos Campos, 2003
- Geometria variável, 2005
- As coisas mais simples, 2006
- A Matéria do Poema, 2008
- O Breve Sentimento do Eterno, 2008
- Guia de Conceitos Básicos, 2010
- Navegação de Acaso, 2013
- O Fruto da Gramática, 2014
- A Convergência dos Ventos, 2015

Narrativa
- Última Palavra: «Sim», 1977
- Plâncton, 1981
- A Manta Religiosa, 1982
- O Tesouro da Rainha de Sabá - Conto Pós-Moderno,1984
- Adágio, 1984
- A Roseira de Espinho, 1994
- A Mulher Escarlate, Brevíssima, 1997
- Vésperas de Sombra, 1998
- Por Todos os Séculos, 1999
- A Árvore dos Milagres, 2000
- A Ideia do Amor e Outros contos, 2003
- O anjo da tempestade, 2004
- O Enigma de Salomé, 2007
- Os Passos da Cruz, 2009
- Dois Diálogos entre um padre e um moribundo, 2010
- O Complexo de Sagitário, 2011

Assaig
- A Era de «Orpheu», 1986
- O Espaço do Conto no Texto Medieval, 1991
- O Processo Poético, 1992
- Voyage dans un Siècle de Littérature Portugaise, 1993
- Viagem por um século de literatura portuguesa, 1997
- As Máscaras do Poema, 1998
- A viagem das palavras: estudo sobre poesia, 2005
- A certidão das histórias, 2006
- O ABC da Crítica, 2010